# Red Kutuzova
Red Kutuzova je visoko vojaško odlikovanje Sovjetske zveze, ki je bilo ustanovljeno 29. julija 1942 in nosi ime maršala Mihaila Ilarionoviča Kutuzova, zmagovalca nad Napoleonom.
Red je bil namenjen vojaškim častnikom, ki se niso kvalificirali za red zmage, red rdeče zastave ali red Suvorova.

## Zgodovina
Prvotno je imelo odlikovanje le dva razreda; 8. februarja 1943 je bil ustanovljen še 3. razred.

## Kriteriji
Red Kutuzova 1. razreda je bil namenjen poveljnikom armad in armadnih skupin, njihovim namestnikom in načelnikom štabov. Red Kutuzova 2. razreda je bil namenjen poveljnikom brigad, divizij in korpusov, njihovim namestnikom in načelnikom štabov. Red Kutuzova 3. razreda je bil namenjen poveljnikom čet, bataljonov in polkom, njihovim namestnikom in načelnikom štabov.

## Opis

### Red Kutuzova 1. razreda
Red je iz zlata in srebra ter je emajliran.

### Red Kutuzova 2. razreda
Red je iz srebra in je emajliran.

## Nadomestne oznake
Nadomestna oznaka za 1. razred je kraljevsko modri trak z 5 mm oranžnim sredinskim trakom. Nadomestna oznaka za 2. razred je kraljevsko modri trak z dvema 3 mm stranskima oranžnima trakom. Nadomestna oznaka za 3. razred je kraljevsko modri trak s tremi 2 mm (en sredinski in 2 stranska) oranžnimi trakovi.

## Nosilci
Podeljenih je bilo 660 redov 1. razreda, okoli 3.300 2. razreda in okoli 3.300 3. razreda.